# Stromlinienverkleidung

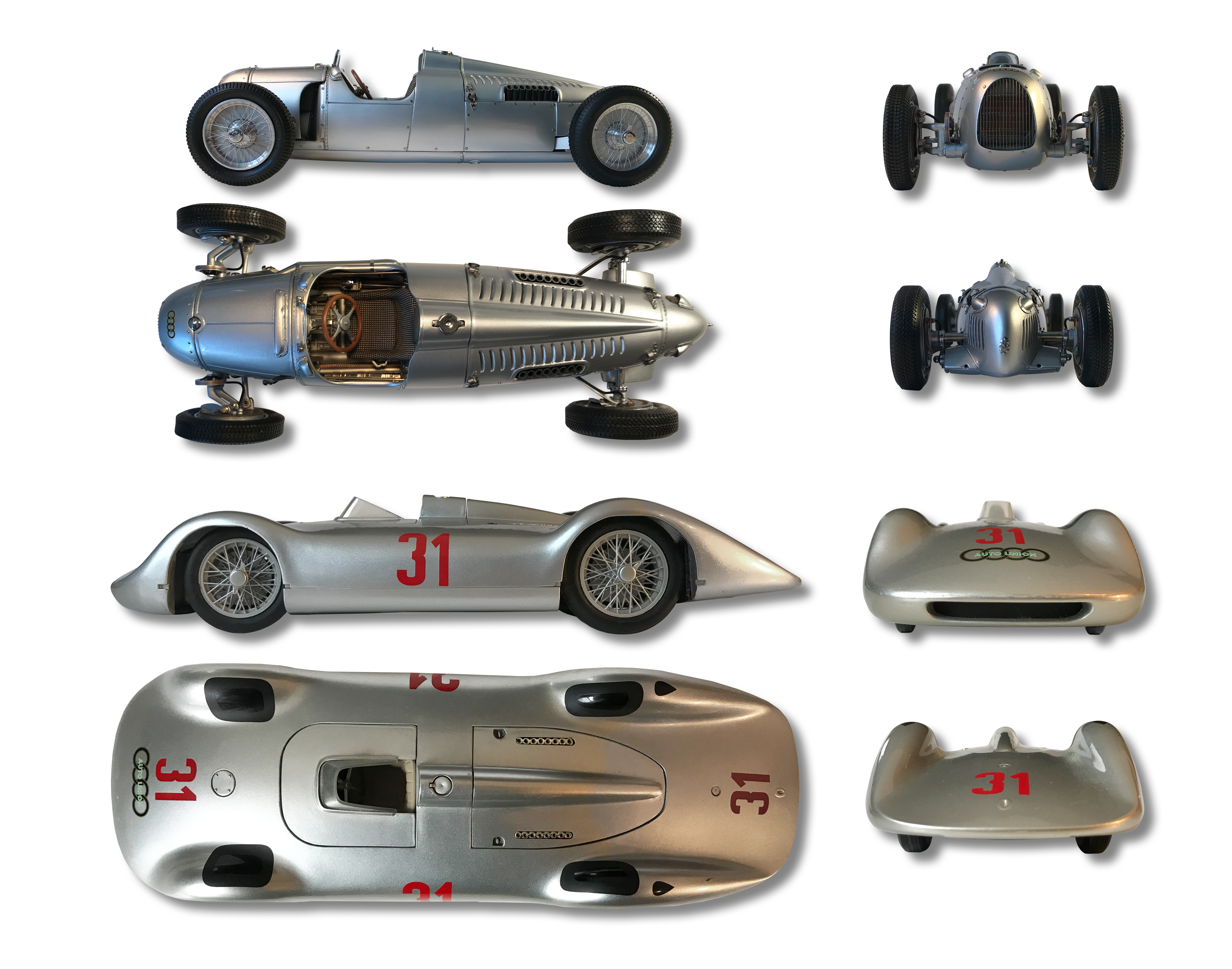
Auto-Union-Typ-C-Rennwagen in der Basisversion (für Rundstrecke) und mit Stromlinienverkleidung für Rekordfahrten (auf gerader Autobahn)

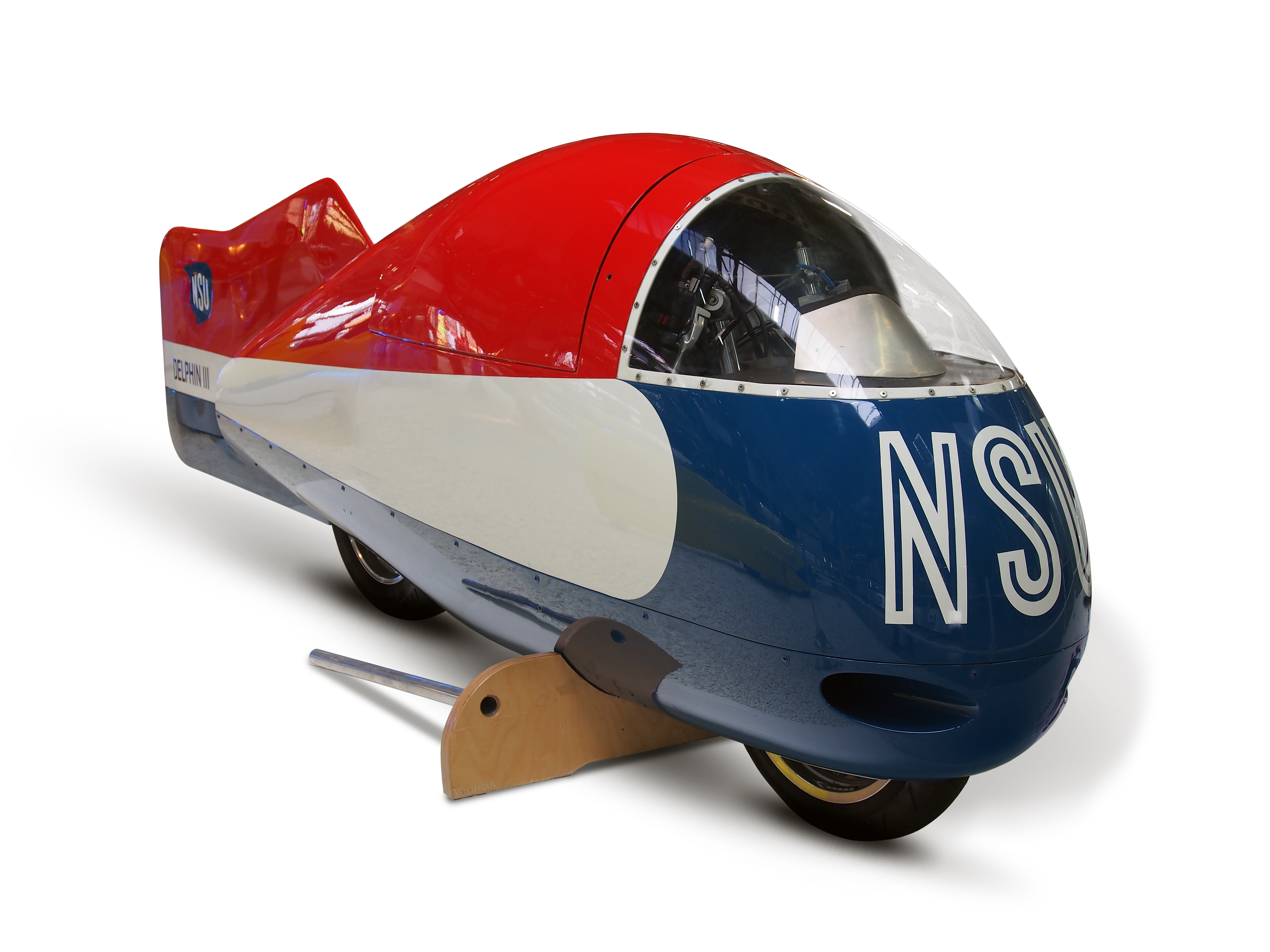
Die vollverkleidete NSU Delphin III, mit der 1956 ein absoluter Motorrad-Geschwindigkeitsrekord aufgestellt wurde

Als Stromlinienverkleidung bezeichnet man eine äußere, umfassende Materialabdeckung (auch „Vollverkleidung“ genannt) an Fahrzeugen, die angebracht wird, um durch eine optimierte Formgebung (die so genannte Stromlinienform) einen möglichst niedrigen Strömungswiderstand (siehe auch „Cw-Wert“) bei der Fortbewegung zu erreichen. 
Bei der Entwicklung und Berechnung von Stromlinienverkleidungen spielen Windkanal und Computer-aided design (CAD) entscheidende Rollen. 
Stromlinienverkleidungen werden heute bei fast allen Flugzeugen und vielen Fahrzeugen wie zum Beispiel Autos, Motorrädern, und Lokomotiven eingesetzt. In der Regel bildet dabei schon die serienmäßige Karosserie bzw. der Flugzeugrumpf die Stromlinienverkleidung. Es gibt aber auch zusätzlich angebrachte, modifizierte Verkleidungen, etwa für Rennmotorräder, Rekordfahrzeuge oder auch Fahrräder (Velomobil).

## Grundsätzliches
Eine begriffliche Abgrenzung muss zu den modernen Verkleidungen mit aerodynamischen Spoilern oder Flügeln erfolgen, die seit den 1970er Jahren im Motorsport, aber auch bei leistungsstarken straßenzugelassenen Fahrzeugen zum Einsatz kommen. Sie erzeugen eine verwirbelte, turbulente Strömung, und haben aus diesem Grund selbst einen höheren Widerstand als die laminare Strömung, aber dadurch ermöglichen sie aerodynamische Fahr-Vorteile wie etwa einen erhöhten Anpressdruck (für sehr hohe Kurvengeschwindigkeiten). Zum Beispiel erreichte der 1921 von Edmund Rumpler vorgestellte, so genannte „Tropfenwagen“ den auch heute noch guten Luftwiderstandsbeiwert (Cw-Wert) von 0,28. In der aktuellen Formel 1 haben die Fahrzeuge etwa einen Wert von 1,2.

## Natürliche Vorbilder
Die, durch diese Verkleidungen angestrebten Formen finden sich evolutionsbedingt oft in der Natur. So sind schnell schwimmende Fische, aber auch Säugetiere oder Vögel deren Lebensraum das Wasser ist (wie zum Beispiel Thunfische, Wale, Delfine und Pinguine) sehr stromlinienförmig und nutzen die Hydrodynamik. Viele Flug-Vögel, wie z. B. Schwalben, Gänse (für den Langstreckenflug) oder manche Raubvögel (speziell für den Sturzflug) sind ebenfalls sehr gut an die Gesetze der Aerodynamik angepasst.

## Beispiele
Beispiele für Stromlinienverkleidungen an verschiedenen Fahrzeugen

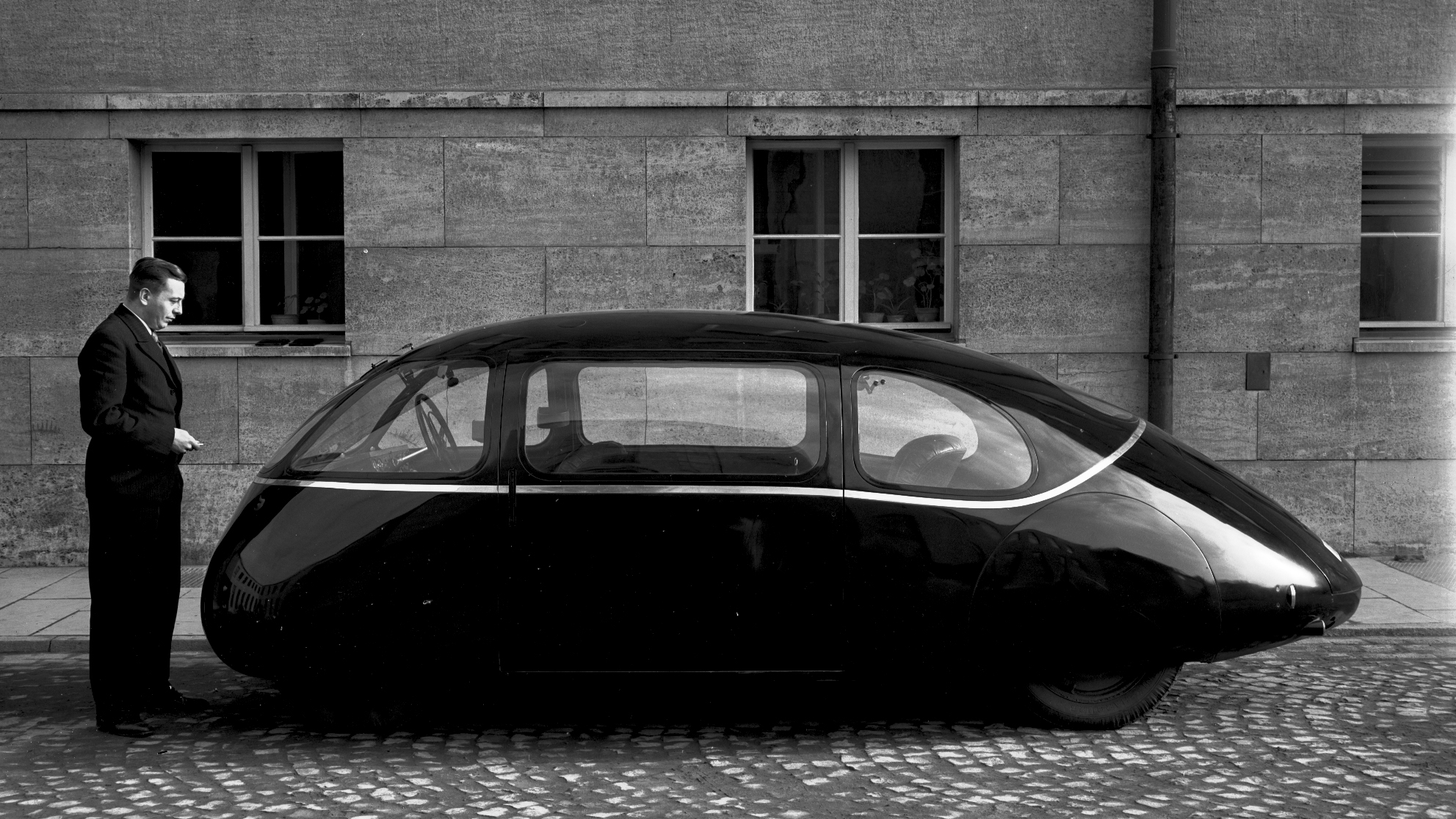
Bild 1
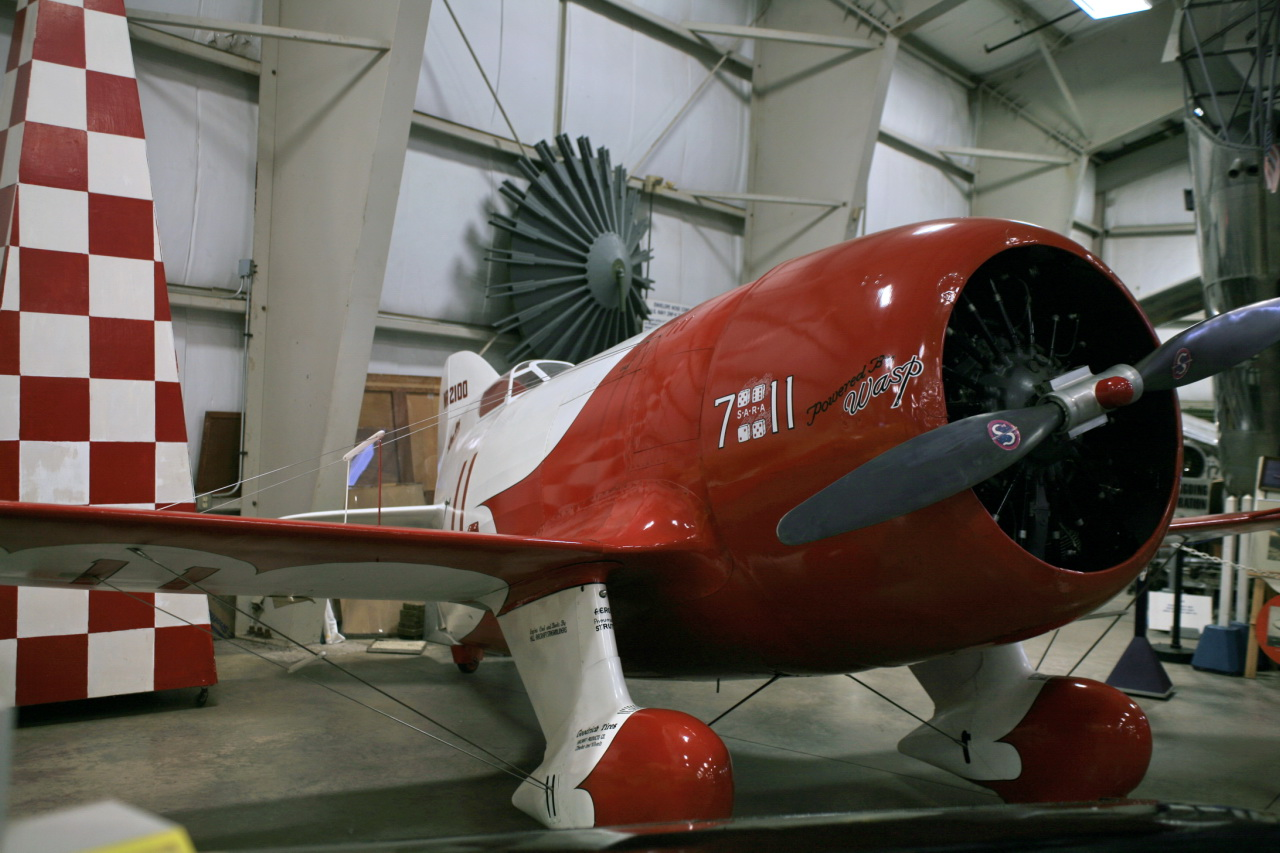
Bild 2
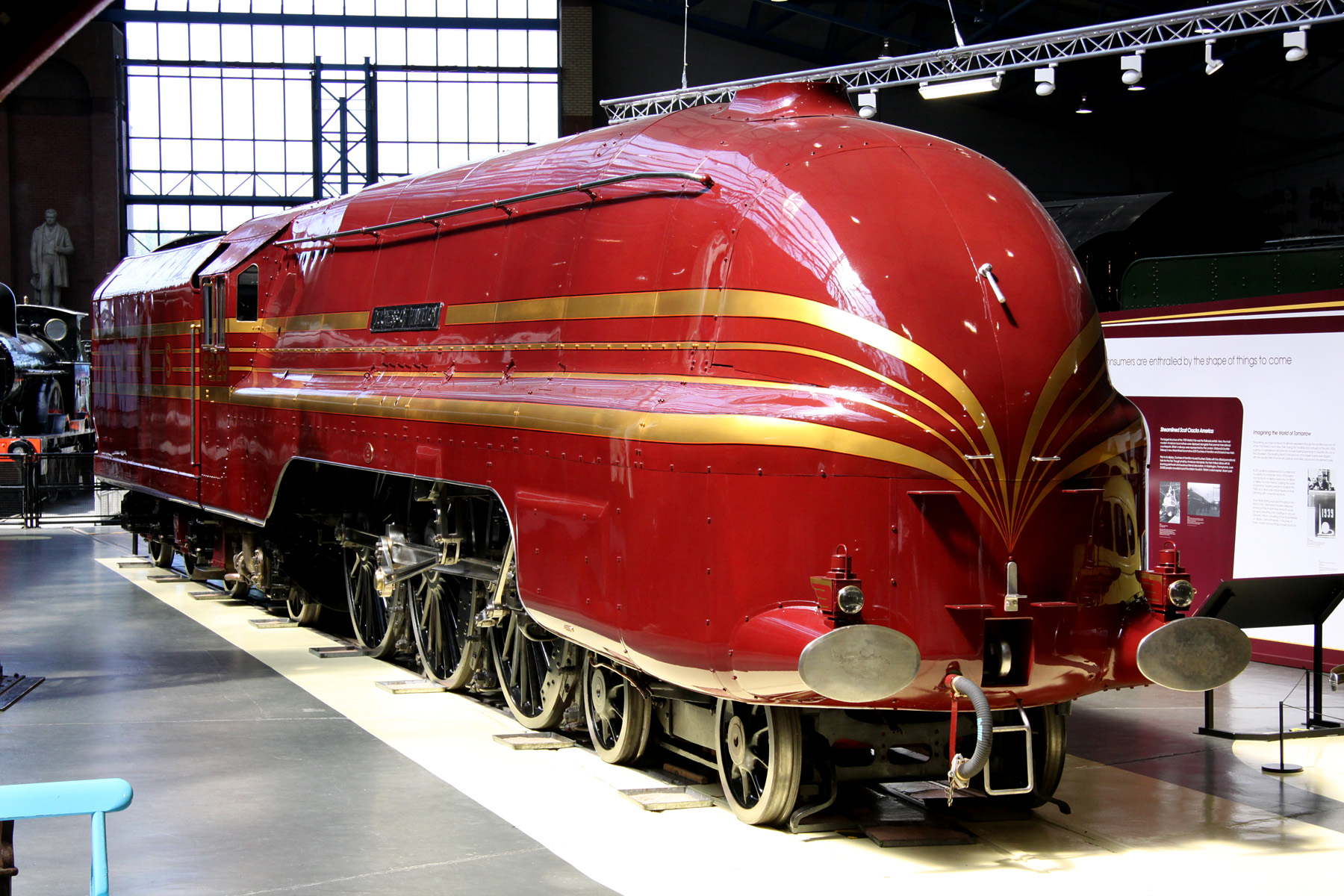
Bild 3
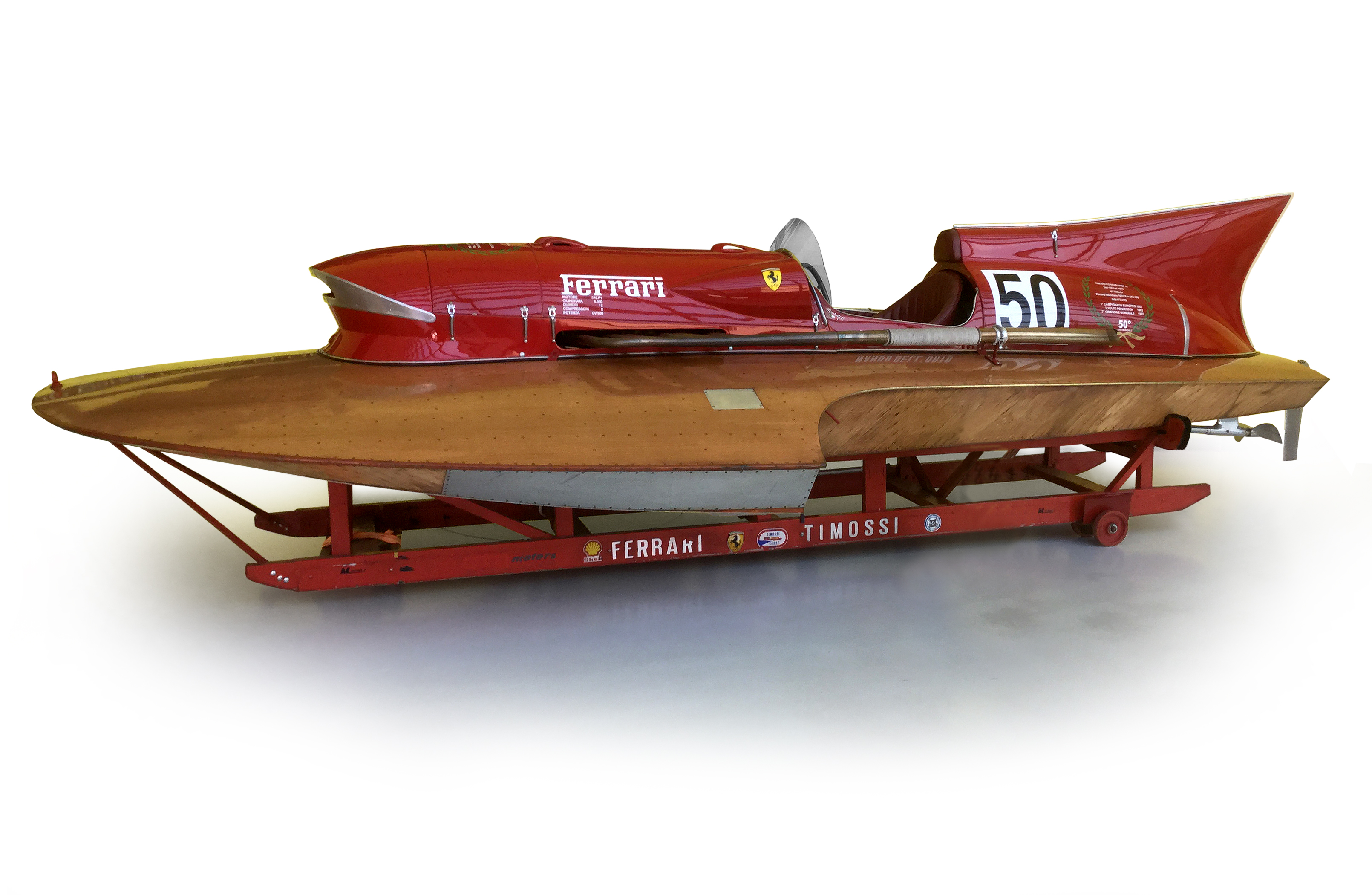
Bild 4
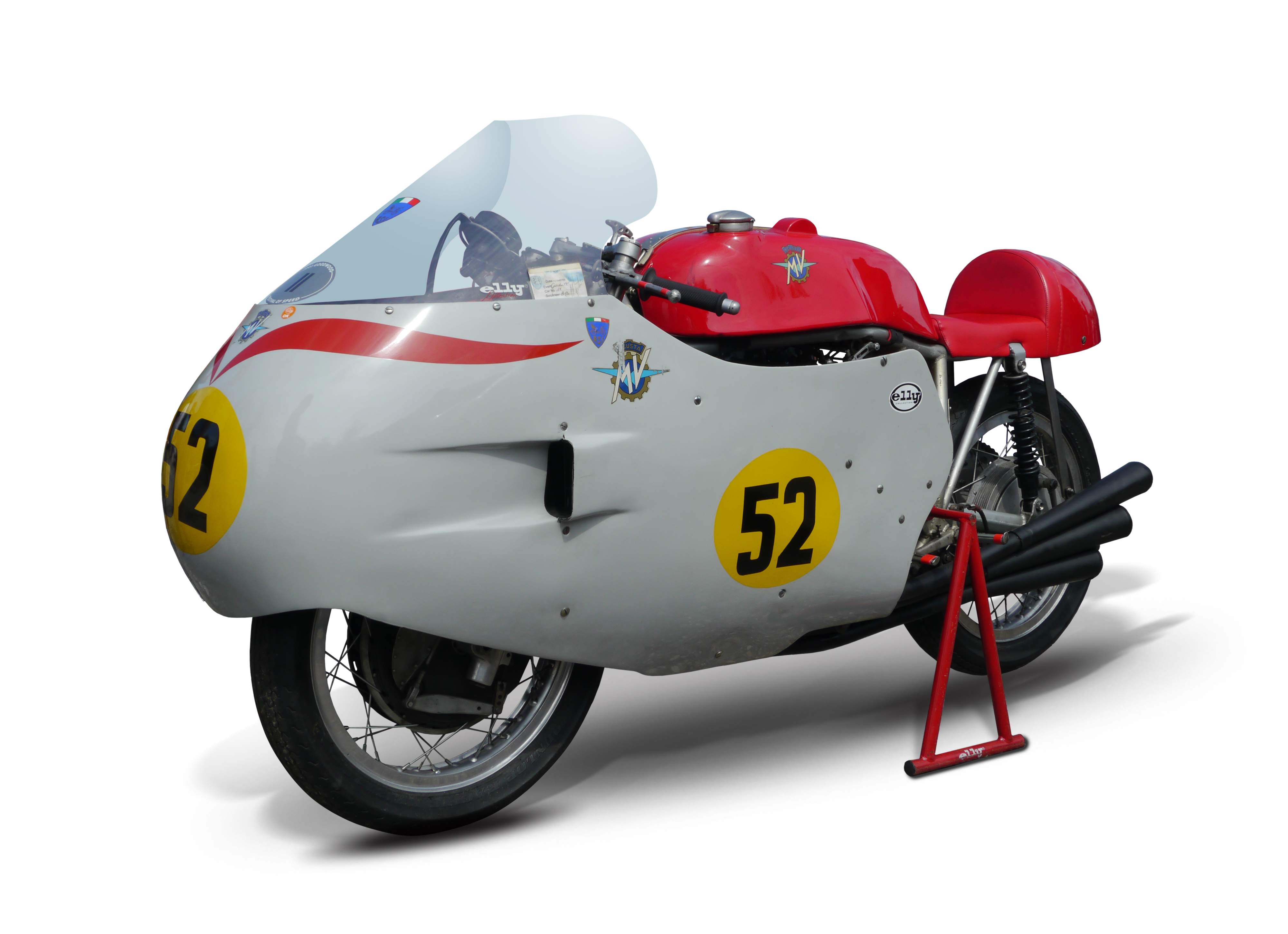
Bild 5
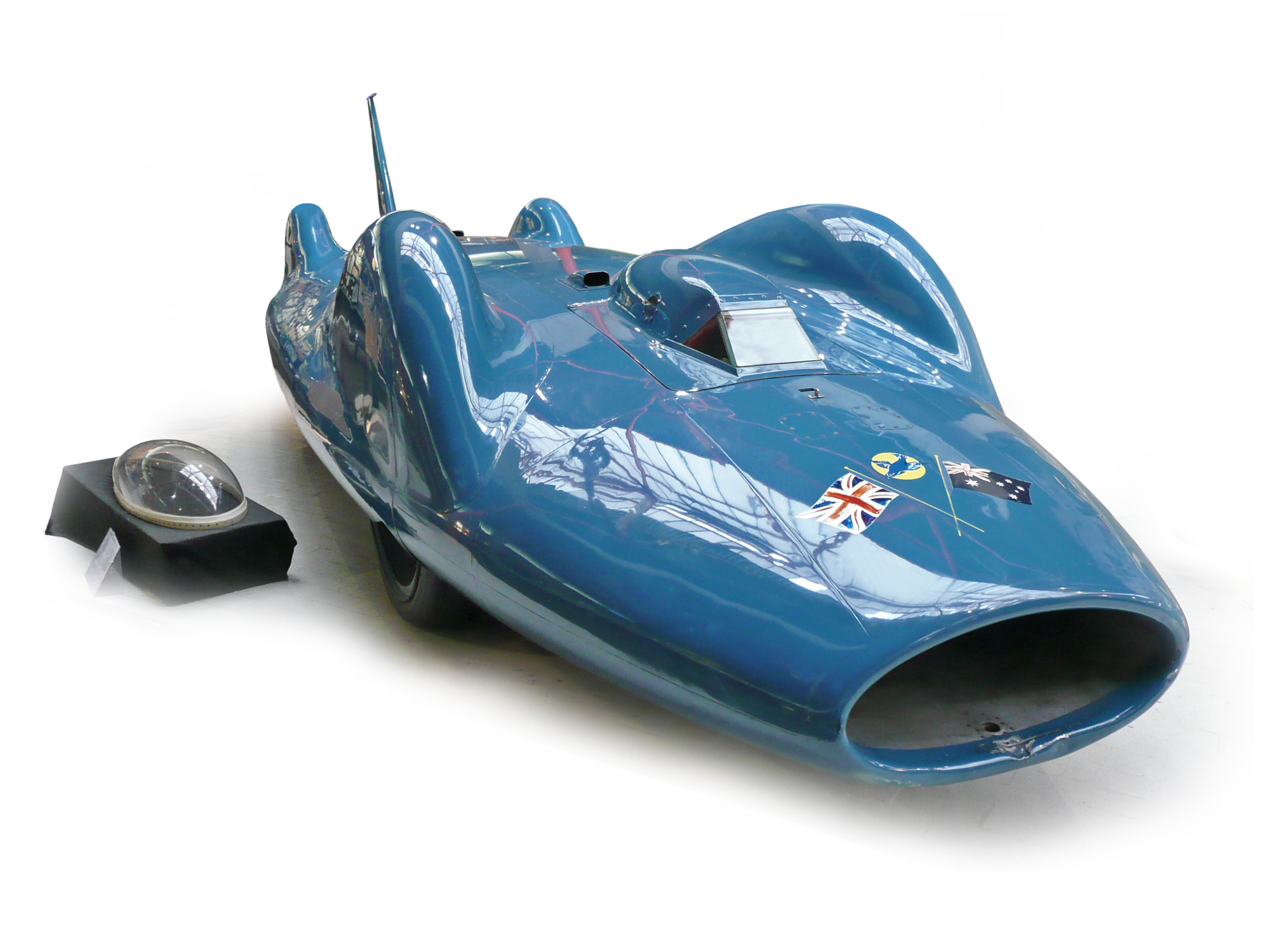
Bild 6
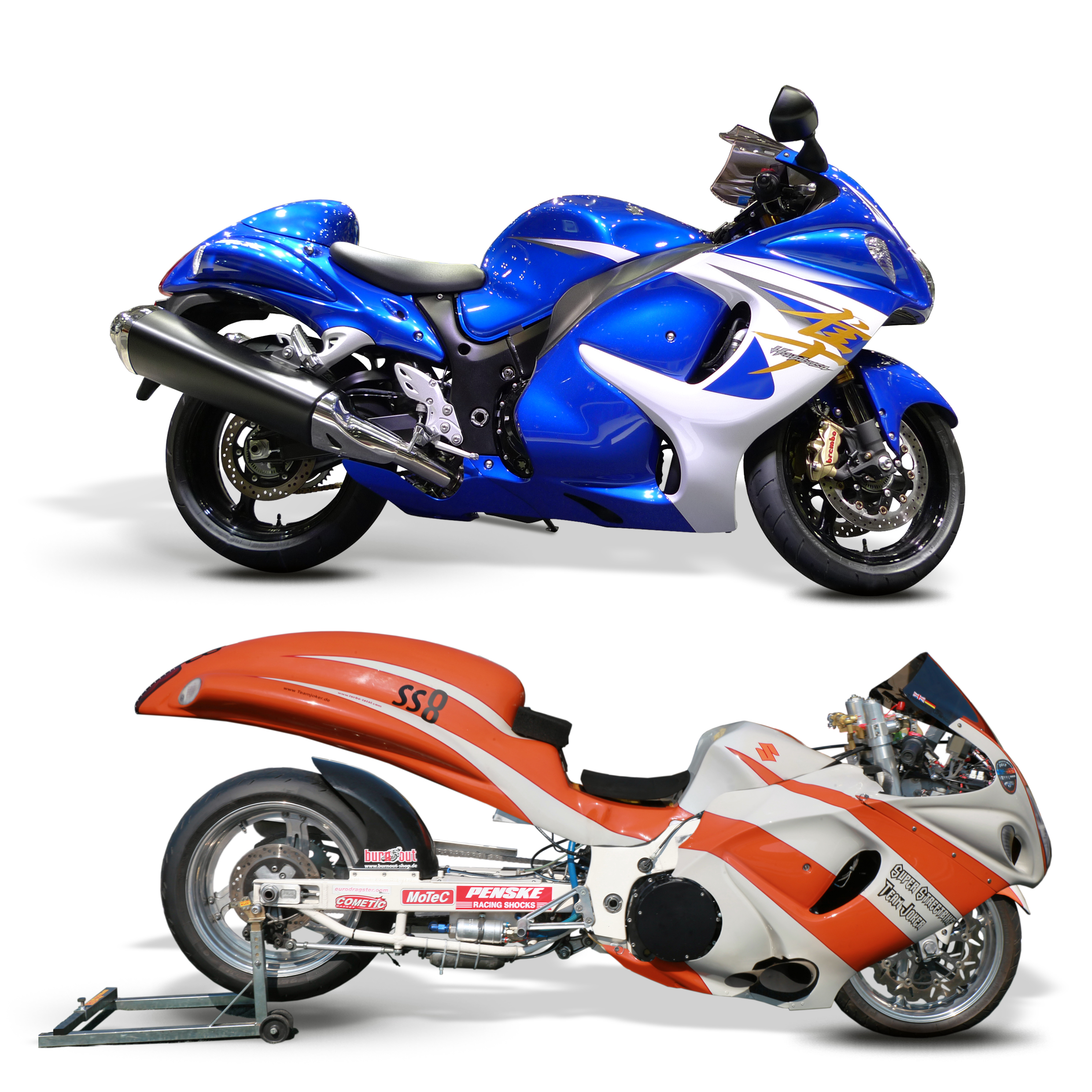
Bild 7
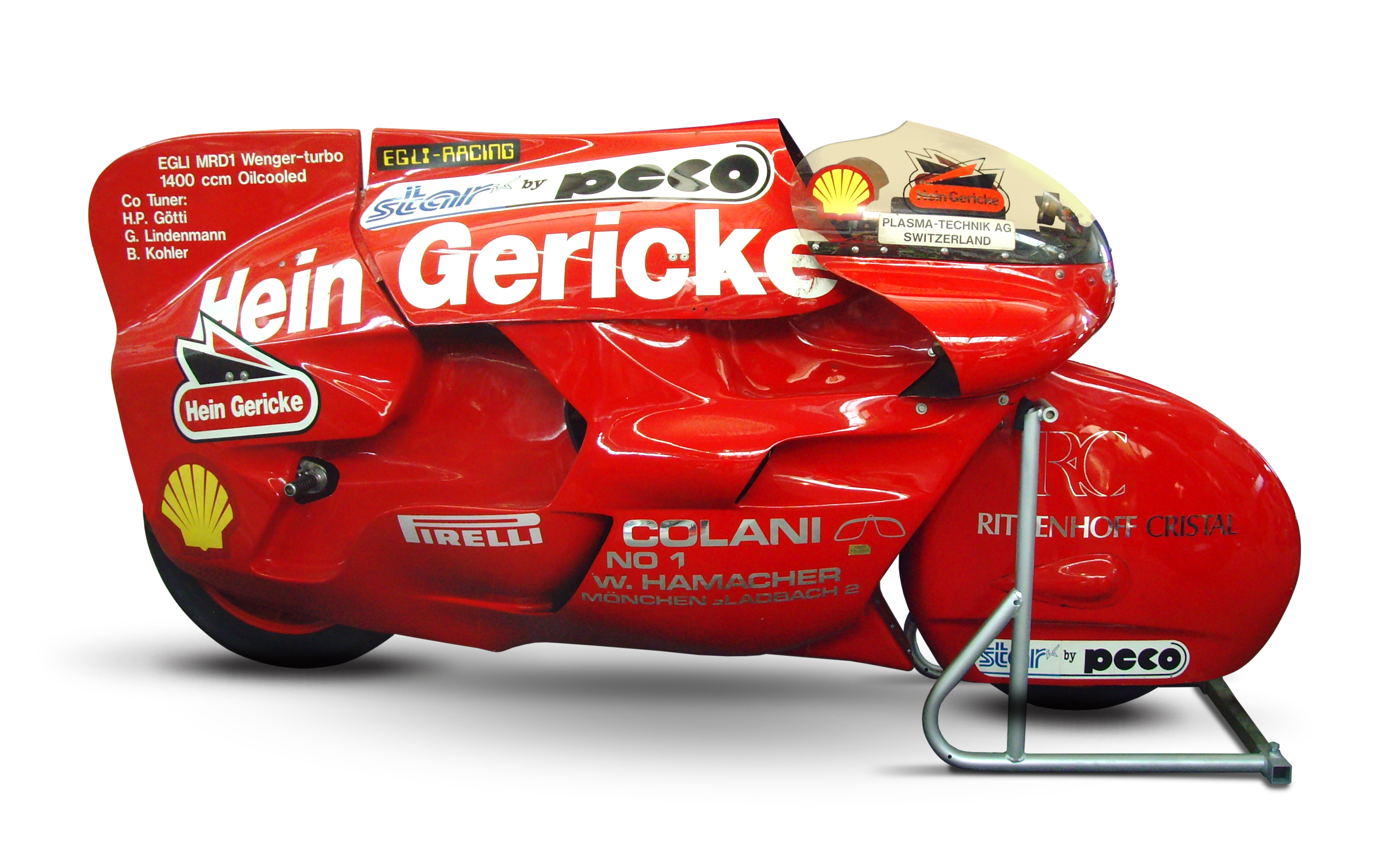
Bild 8

- Bild 1: Das Experimentalfahrzeug Schlörwagen war 1939 eine Entwicklung des deutschen Ingenieurs Karl Schlör von Westhofen-Dirmstein. Schlör gilt als Erfinder des „windschnittigsten Familienautos der Automobilgeschichte“ (mit einem Cw-Wert von 0,186)[3]
- Bild 2: Das Rennflugzeug Granville Gee Bee R-1 (1932)
- Bild 3: Rekonstruierte Lokomotive 6229 „Duchess of Hamilton“ der Coronation Class der LMS im Eisenbahnmuseum York
- Bild 4: Das sowohl für minimalen Wasser- als auch Luftwiderstand optimierte Rennboot Ferrari Arno XI (1953)
- Bild 5: Der Halbliterklassen-Prototyp von 1957: die MV Agusta 500 Sei mit der damals oft eingesetzten Stromlinienverkleidung
- Bild 6: Das Rekordfahrzeug Bluebird CN7 in seiner endgültigen Form, wie es in Australien mit der hohen hinteren Flosse verwendet wurde (1963)
- Bild 7:Vergleich einer Suzuki Hayabusa 1300 (2000) mit einem für Drag Racing (SSB) optimierten Modell (2016)
- Bild 8: Radikaler Design-Entwurf von Luigi Colani für eine Egli MRD 1. Ein Element der Verkleidung wurde am Rücken des Fahrers befestigt. (1986)[4][5]